# Герб Сіверськодонецька
Герб Сіверськодонецька — герб територіальної громади міста Сіверськодонецьк.

## Опис
Зображення герба є щитом — символ розсудливості, захисту. Він пересічений трьома смугами: червоної — символом урочистості, величі, гордості, хоробрості; синьою — символом миру, слави, честі, вірності, щирості; жовтою — символом достатку, поваги.
Щит є прямокутником із серцеподібним загостренням донизу.
Оздоблення щита — вінок з пшеничного колосся, перевитий червоною стрічкою.
На червоному тлі підпис «Сєвєродонецьк».
На синьому тлі зображення «Золотого сокола» — символу свободи, торжества духу, безсмертя.
На жовтому тлі зображення «Колби й Імпульсу» — символів основних виробництв міста: хімічного та приладобудівного.
Із двох боків колби — цифри «1934» — рік заснування міста.

## Майбутнє герба
У 2024 році геральдист Едуард Савченко, який спеціалізується на геральдиці Донбасу, представив свій осучаснений проєкт герба, який зберігає всі основні елементи герба 1974 року, виправляючи при цьому геральдичні помилки.
Щит лазурового кольору (символ миру, слави, чести, вірности, щирости). Центральний елемент — золотий сокіл-сапсан (символ свободи, торжества духу, безсмертя) повернутий праворуч, що сидить на срібній хімічній колбі, закоркованій золотим корком. Колба обтяжена лазуровою рідиною у формі півкулі з хвилею, що є уособленням всієї хімічної галузі міста. Золото — символ достатку, поваги. Срібло — мудрість, благородство, чистота, надія. Середній герб прикрашає золотий декоративний картуш, срібна міська корона та золота дивізна стрічка із назвою гербоносія.